# Автомагістраль Р217 (Росія)
Автомагістраль Р217 (колишня нумерація М29), або Автомагістраль «Кавказ» — автомобільна дорога федерального значення Павловська — Грозний — Магарамкент (кордон з Азербайджаном). Довжина автомагістралі — 1118 км. Стикується з Автомагістраллю М4. Ділянка дороги від Павлівської до Махачкали є складовою європейського маршруту Е50. Ділянка від Махачкали до кордону з Азербайджаном входить до європейського маршруту Е119 і азійського маршруту AH8. Ділянка від Мінеральних Вод до Беслана є також частиною маршруту Е117.

## Маршрут
- 0 км — Павловська, М4.
- 39 км — Тихорєцьк
- 59 км — Архангельська
- 94 км — Кропоткін
- 169 км — Армавір
- 229 км — Кочубеївське, поворот на А155 на Черкеськ
- 233 км — Поворот на А154 на Ставрополь
- 241 км — Невинномиськ
- 352 км — Мінеральні Води
- 372 км — П'ятигорськ
- 465 км — Нальчик
- 559 км — Беслан, поворот на А301 на Владикавказ
- 580 км — Назрань
- 653 км — Грозний
- 700 км — Гудермес
- 742 км — Хасавюрт
- 766 км — Кизилюрт
- 818 км — Махачкала
- 945 км — Дагестанські Огні
- 956 км — Дербент
- 1008 км — Магарамкент